# Großaitingen
Großaitingen là một đô thị ở huyện Augsburg bang Bayern nước Đức. Đô thị Großaitingen có diện tích 39,09 km², dân số thời điểm ngày 31 tháng 12 năm 2006 là 4818 người.